# Мечислав Карась
Мечислав Ка́рась (пол. Mieczysław Karaś; 11 лютого 1924, с. Пшендзель, нині гміна Рудник-над-Сяном повіт Ніско, Ніжанський повіт, Підкарпатське воєводство  — 10 серпня 1977, Краків) — польський мовознавець, доктор філологічних наук з 1954.

## Біографія
Народився 11 лютого 1924 року в с. Пшендзель Тарнобжезького воєводства, нині гміна Рудник-над-Сяном, Ніжанський повіт, Підкарпатське воєводство).
Закінчив 1950 Ягеллонський університет у Кракові, працював у ньому доцентом (з 1954), екстраординарним професором (з 1966), ординарним професором (з 1971), ректором (з 1972).

## Наукова діяльність
Досліджував проблеми польської і слов'янської діалектології та ономастики, польсько-українські міжмовні зв'язки («Про народні говори Ряшівщини», 1969), взаємовпливи в галузі давньої слов'ян, лексикографії («Маріан з Яслівськ. Лексикон слов'янсько-польський з року 1641. Dictionarum slavo-polonicum», 1969, у співавт.).
Очолював підготовку видання «Malego atlasu gwar polskich» («Малого атласу польських говорів», т. 3—13); працював над створенням «Slownika gwar polskich» («Словника польських говорів»).
Опрацював і опублікував (разом з Й. Дзендзелівським) цінні архівні українські діалектні матеріали, зібрані у 1926—1932 І. Зілинським переважно в наддністрянських і надсянських говірках («Дослідження з української та польської діалектології. З матеріалів колишньої кафедри східнослов'янських мов Ягеллонського університету», 1975).